# Вечера за Милицу
„Вечера за Милицу” је југословенска ТВ драма из 1979. године. Режирао га је Миленко Маричић а сценарио је написао Андреј Хиенг.

## Улоге
| Глумац                  | Улога          |
| ----------------------- | -------------- |
| Милош Жутић             | Професор       |
| Милена Дравић           | Милица         |
| Гојко Шантић            | Вурник         |
| Предраг Мики Манојловић | Професоров син |
| Томанија Ђуричко        |                |